# Уэдраого, Альбер
Альберт Уэдраого (фр. Albert Ouédraogo; род. 6 апреля 1969, Дори, Буркина-Фасо) — государственный деятель, исполняющий обязанности премьер-министра Буркина-Фасо с 3 марта по 30 сентября 2022 года, педагог. Технократ. Доктор наук.

## Биография
Окончил военную академию Министерства обороны Буркина-Фасо. После академии изучал экономику и администрирование в  Университете Уагадугу. Из-за участия в студенческой забастовке был временно отчислен из университета. Имеет докторскую степень по управлению. 
После окончания Университета работал консультантом по управлению, преподавал бухгалтерский учёт в альма матер и ряде частных университетов. Руководил несколькими проектами развития частного сектора, экономической и финансовой целесообразности создания и организации бизнеса, а также разработки стратегических планов. С 2007 года возглавлял консалтинговую и аудиторскую фирму, имеет солидный опыт в сфере управления государственным имуществом, девелоперскими проектами и частными компаниями.
3 марта 2022 года подполковник Дамиба, принявший присягу как временный президент Буркина-Фасо на 36 месяцев после военного переворота, назначил его исполняющим обязанности премьер-министра страны. Выбор Дамибы пал на технократа, который до вступления в должность считался политически не связанным и малоизвестным общественности.

## Личная жизнь
Женат, имеет двоих детей.